# Велдт (тауншип, Миннесота)
Велдт (англ. Veldt) — тауншип в округе Маршалл, Миннесота, США. На 2000 год его население составило 56 человек.

## География
По данным Бюро переписи населения США площадь тауншипа составляет 91,7 км², из которых 91,4 км² занимает суша, а 0,2 км² — вода (0,25 %).

## Демография
По данным переписи населения 2000 года здесь находились 56 человек, 21 домохозяйство и 17 семей. Плотность населения —  0,6 чел./км². На территории тауншипа расположено 33 постройки со средней плотностью 0,4 построек на один квадратный километр. Расовый состав населения: 100,00 % белых.
Из 21 домохозяйств в 33,3 % воспитывались дети до 18 лет, в 76,2 % проживали супружеские пары и в 19,0 % домохозяйств проживали несемейные люди. 9,5 % домохозяйств состояли из одного человека, при том ни в одном из них не проживали одинокие пожилые люди старше 65 лет. Средний размер домохозяйства — 2,67, а семьи — 2,88 человека.
19,6 % населения младше 18 лет, 14,3 % в возрасте от 18 до 24 лет, 21,4 % от 25 до 44, 26,8 % от 45 до 64 и 17,9 % старше 65 лет. Средний возраст — 43 года. На каждые 100 женщин приходилось 124 мужчины. На каждые 100 женщин старше 18 приходилось 125,0 мужчин.
Средний годовой доход домохозяйства составлял 35 000 долларов, а средний годовой доход семьи —  35 000 долларов. Средний доход мужчин —  21 563  доллара, в то время как у женщин — 33 750. Доход на душу населения составил 19 908 долларов. За чертой бедности не находилась ни одна семья и 3,4 % всего населения тауншипа, из которых 11,8 % старше 65 лет.